# Тилни, Элизабет
Элизабет Говард, графиня Суррей, урождённая Элизабет Тилни (англ. Elizabeth Howard, Countess of Surrey, née Elizabeth Tilney; умерла 4 апреля 1497) — английская знатная дама, первая жена Томаса Говарда, графа Суррея (с 1514 года — 2-го герцога Норфолка).
Две её внучки — Анна Болейн и Кэтрин Говард — были жёнами короля Генриха VIII, а её правнучка Елизавета стала королевой Англии.

## Биография
Элизабет Тилни родилась в Эшуэллторпе, графство Норфолк, Англия, в семье сэра Фредерика Тилни и Элизабет Чени. Её отец скончался вскоре после её рождения, оставив дочь своей единственной наследницей. Благодаря родству с Роджером Хилари, председателем Верховного суда, она также унаследовала часть поместий в Стаффордшире. В конце 1446 года её мать вышла замуж за сэра Джона Сэя из Броксбурна, который удочерил Элизабет.
Её первым мужем стал сэр Хамфри Буршье, сын и наследник Джона Буршье, 1-го барона Бернерса, и его супруги Марджери Бернерс. Они поженились в 1466 году, а после свадьбы Элизабет была принята при дворе в качестве фрейлины Элизабет Вудвилл, супруги короля Эдуарда IV, с которой у неё сложились близкие отношения. В начале 1470-х годов, когда король временно лишился власти в результате восстания Ричарда Невилла, 16-го графа Уорика, Элизабет вместе с королевой и её детьми укрылась в Вестминстерсом аббатстве. Там она присутствовала при рождении принца Эдуарда. В 1471 году Эдуард IV вернул себе корону Англии, одержав победу в битве при Барнете, в которой муж Элизабет, Хамфри Буршье, сражавшийся на стороне короля, погиб. От этого брака у неё осталось трое детей.
В 1472 году Элизабет Тилни вышла замуж за Томаса Говарда, получившего в 1483 году титул графа Суррея. Их брачный союз был организован королём Эдуардом. С восшествием на престол Ричарда III Говарды по-прежнему оставались в фаворе. Томас был одним из лучших друзей нового короля, а леди Элизабет — особо приближенной фрейлиной королевы Анны Невилл.
В 1485 году отец Томаса, Джон Говард, 1-й герцог Норфолк, был убит в битве при Босворте, сражаясь на стороне короля Ричарда III. Сам Томас Говард был ранен в том же бою, захвачен в плен и отправлен в Тауэр. Тогда как земли и титул герцога Норфолка были конфискованы и возвращены Томасу Говарду только в 1514 году, Элизабет Тилни удалось сохранить полученное от отца наследство в неприкосновенности.
Вскоре Генрих VII Тюдор помиловал опального графа, и Говарды снова вернулись ко двору. В ноябре 1487 года они присутствовали на коронации Елизаветы Йоркской, и графиня Суррей была назначена фрейлиной новой королевы. В 1489 году ей была оказана честь стать одной из восприемниц при крещении принцессы Маргариты Тюдор.
От брака с Томасом Говардом у Элизабет родились девять детей. Их старший сын, Томас Говард, 3-й герцог Норфолк, впоследствии стал одним из самых влиятельных государственных деятелей при Тюдорах. Две внучки Элизабет Тилни — Анна Болейн и Кэтрин Говард — стали супругами Генриха VIII, другие две — Элизабет Кэрью и Мэри Болейн — числились среди любовниц короля, а ещё одна — Мэри Говард — была женой его внебрачного сына, Генри Фицроя, герцога Ричмонда и Сомерсета.
Элизабет Тилни умерла 4 апреля 1497 года. Своё состояние она завещала на благотворительность: согласно её воле деньги были распределены на нужды бедняков Уайтчепела и Хэкни. Через четыре месяца после её смерти Томас Говард женился на её родственнице, Агнес Тилни, дочери Хью Тилни и Элеоноры Тэлбойс. В этом браке родилось восемь детей.

## Дети
От брака с сэром Хамфри Буршье:
- Джон Буршье, 2-й барон Бернерс (1467—1533), в первом браке был женат на Кэтрин Говард[7], дочери Джона Говарда, 1-го герцога Норфолка; во втором — на Элизабет Бэкон.
- Маргарет Буршье (1468—1552), в первом браке была замужем за сэром Томасом Брайаном, во втором — за Дэвидом Зушем, в третьем — за Джоном Сэндсом. Была воспитательницей детей короля Англии Генриха VIII: принцесс Марии и Елизаветы и принца Эдуарда.
- Анна Буршье (1470 — 29 сентября 1530), была замужем за Томасом Файнсом, 8-м бароном Дакром.

От брака с Томасом Говардом, графом Сурреем:
- Томас Говард, 3-й герцог Норфолк (1473 — 25 августа 1554), был женат на Элизабет Стаффорд, дочери Эдварда Стаффорда, 3-го герцога Бекингема. Отец поэта Генри Говарда, графа Суррея.
- Сэр Эдвард Говард (1476/77 — 25 апреля 1513), в первом браке был женат на Элизабет Стэплтон, во втором — на Элис Ловелл. Лорд-адмирал Англии, погиб в морском бою.
- Лорд Эдмунд Говард (1479—1539), был женат на Джойс Калпепер. Отец Кэтрин Говард, пятой супруги короля Англии Генриха VIII.
- Леди Элизабет Говард (ок. 1480/86 — 3 апреля 1538), была замужем за Томасом Болейном, графом Уилтширом и Ормондом. Мать Анны Болейн, второй супруги короля Англии Генриха VIII.
- Леди Мюриэл (Марселла) Говард (1486—1512/15)[8], в первом браке была замужем за Джоном Греем, 2-м виконтом Лайлом; во втором — за сэром Томасом Найветтом.
- Генри Говард (ок. 1480—1501/13)[9]
- Ричард Говард (ок. 1487 — 27 марта 1517)[10]
- Сэр Джон Говард (ок. 1482 — 23 марта 1503)[10]
- Чарльз Говард (ок. 1483 — 3 мая 1512)[10]

## Образ в искусстве
Элизабет Тилни упоминается как графиня Суррей в поэме Джона Скелтона Garlande of Laurrell, сочинённой им, когда он гостил в резиденции Говардов, замке Шерифф Хаттон, и опубликованной в 1523 году. Помимо графини Суррей в поэме также фигурируют её дочери — Анна Буршье и Мюриэл и Элизабет Говард. По сюжету графиня Суррей столь впечатлилась поэзией и талантом Скелтона, что вместе с дочерями устраивает знаменитому поэту торжественную встречу, и они увенчивают его лавровым венком.